# 浜松球場
浜松球場（はままつきゅうじょう）は、浜松市中央区の四ツ池公園内にある野球場。施設は浜松市が所有し、（公財）浜松市スポーツ協会が指定管理者として運営管理を行っている。

## 歴史
1948年、坂田啓造が浜松市長を務めていた時期に浜松市営球場（はままつしえいきゅうじょう）として開場。両翼91.5m、中堅106m。高校野球、社会人野球などアマチュア公式戦の他、プロ野球公式戦も開催されたが、施設の老朽化に伴い全面改築されることとなり、1979年に改築工事が完工、同年6月に現球場が開場した。当時は両翼91m、中堅118m。2003年にはスコアボードを電光掲示板に改造し、2004年3月に球場のリニューアル工事が完成し、耐震補強工事、グラウンド拡張、選手控室・ロッカー室・観客用トイレ（内野のみ）の改良が行われた。
プロ野球では中日ドラゴンズがオープン戦と公式戦を年1〜2試合、当球場で主催している。なおここ数年は後述の老朽化の影響や、コロナ禍・天候不順もあり開催が行われていなかったが、2023年8月29日にはヤクルト戦の開催が当初発表されていたものの、諸事情によりバンテリンドームナゴヤに会場変更された。
この他、読売ジャイアンツ（巨人）が主催公式戦を1953年から1983年まで断続的に開催し、また主催オープン戦を1993年まで毎年1試合（不定期）開催していた。
パシフィック・リーグでは1990年から1992年には日本ハムファイターズ、1995年には西武ライオンズが公式戦をそれぞれ年1試合開催した（ただし1991年の日本ハム戦は雨天中止）。
中日ドラゴンズは春季キャンプ（1977年まで）、及び秋季キャンプ（1986年まで）を浜松球場で行っていた。
2024年シーズンより活動開始するウエスタンリーグ球団「くふうハヤテベンチャーズ静岡」が、メインのちゅ〜るスタジアム静岡（清水庵原球場）の他に、当球場でも数試合開催することが発表され、初年度は6月28〜30日に中日ドラゴンズを迎えて対戦する予定となっていたが29日のみ試合が行われて残りの2試合は雨天中止となった（当球場で主催している中日ドラゴンズが、これ以外でビジター側に回った例は不明）。
バックスクリーンがフィールド側にせり出しており、またスクリーンのすぐ後方には旗を掲揚するポールが設けられている。バックスクリーン後方には外野スタンドの入場口や洗面所などが設けられているため、こうした配置となっている。
2005年からフェンス広告の掲出が開始された。スポンサー企業は静岡県遠州地方の企業を中心に、近隣の愛知県東三河地方の企業なども名を連ねる。
2021年2月、浜松市は浜松球場を解体して市内の他球場に機能を移転する方針案をまとめた（後述）。

## 主なエピソード
- 1981年7月21日、中日-ヤクルト第16回戦で、ヤクルトの大杉勝男が通算2000本安打を達成[5]。
- 1983年6月30日、日米大学野球第4戦が太田誠監督（駒澤大学）の出身地であることから1試合開催された。日本が7-0と大勝したが、14奪三振の大会記録（当時）を達成して完封勝利を収めた河野博文をはじめ、白井一幸、横田真之、広沢克己ら、後にプロ野球で活躍する選手も多数出場した[6]。
- 同年10月3日、巨人-広島第25回戦で巨人の松本匡史がセントラル・リーグ新記録となるシーズン75個目の盗塁を決めた[7]。
- 1986年5月9日、中日-大洋第4回戦では、9回裏中日の攻撃中、判定を巡って大洋・近藤貞雄監督が猛烈に抗議。審判に暴言を吐き、退場処分となった（試合は大洋が勝利）[8]。これが退場の最年長記録(60歳)となった(後年日本ハム監督時に自ら更新)[9]。
- 同年7月4日、中日-ヤクルト第13回戦では、試合終盤に中日ベンチが混乱、大島康徳が5年ぶりに三塁を守ることになる等おかしな選手交代があった。翌日には山内一弘監督の休養が発表され、この試合が山内にとって中日の指揮を執った最後の試合となった[10]。
- 1990年7月7日、日本ハム-ダイエー戦で、ダイエーの藤本博史がサイクルヒットを達成[11]。

## 施設概要

### 浜松球場
- 両翼：99.1m、中堅：122m
- 内野：クレー舗装、外野：天然芝
- 照明設備：照明塔6基
- スコアボード：LED式 ボールカウント「BSO」表示
- 収容人員：26,000人（内野：座席11,000人、外野：芝生席15,000人、身障者用席有）
- 放送席 - バックネット裏内野席上段に設置。グランド側の顔出し用の窓は使用していない場合、シャッターで開閉ができる。

### 第二野球場
- 両翼：80m、中堅：97m
- 内野：クレー舗装、外野：芝生

## アクセス
遠鉄バス53・56萩丘都田線市営グランドバス停から徒歩0分または遠鉄電車西鹿島線上島駅から徒歩15分。
遠州鉄道により浜松駅バスターミナルからの臨時直通バスが運行される場合もある。

## 新球場建設計画
現在の球場は1979年に建設されたものであるが、施設の老朽化が著しくなってきており、浜松市議会が移転検討委員会を設置し、野球場を遠州灘海浜公園で今後整備が検討されている篠原地区、または浜松市内の別の個所の既存球場に機能を移転し、四ツ池公園に隣接する陸上競技場の機能拡充化を検討していることがわかった。不足している駐車場の拡張や課題解消のために拡張する陸上競技場と野球場の併存・建て替えは敷地が狭すぎるというのが理由である。
移転予定地の最有力候補地となる遠州灘海浜公園は、すぐそばの海岸にウミガメの産卵地があることから、ドーム球場にする案を浜松商工会議所などが中心となって静岡県知事・川勝平太に要望書を提出し、川勝も「風の影響も、全天候型ドームであれば心配ない。照明への生物への影響も全部覆えば大丈夫」とする前向きな姿勢を示した。
その後新球場建設の工費などを試算した結果、2万2000人収容のドーム球場である場合は370億円、1万3000人程度でも290億円の工費がかかることが静岡新聞の取材で明らかになった。最も安価な1万3000人収容の屋外型（外野芝生席）でも80億円程度である。
2022年9月、静岡県は定例会建設委員会で、アオウミガメの産卵への影響を調査した結果「照明による影響は顕著に確認できなかった」とした一方、参考人招致に参加した専門家から「データが不足している」と指摘され、過去の浜松市の調査などを踏まえ「子亀の生態に人工光の影響がある」と指摘。そのため整備案の試算に際してはすでに発表されていたドーム化やナイター設備ありの屋外球場に加え、ナイター設備無しの状態での4つの案も提示し、ナイター設備がない場合はいづれの案とも10億円程度は安くなるとしたうえで公園緑地課は「自然環境に配慮すると、照明のある普通のタイプの球場は考えにくい」とする認識を示し、今後は照明塔のあるドーム球場か、照明のない屋外球場の2つの案に絞って検討を重ねることにし、2022年度内に取りまとめることとなったが、このとりまとめができなかったため、2023年度一般会計当初予算案に、PFI（民間資金活用による社会資本整備）を導入するための調査費・3000万円を計上する方針であることが分かった。
なお浜松市議会大型公共施設調査特別委員会（2022年10月）において、「四ツ池公園の再整備方針が決まったとしても当面は既存施設も利用しなければならない」として、老朽化した箇所の改修などを行う方針を示したが、球場に関しては新球場の建設による機能重複を避けるため、新球場の規模などを見極めて再検討する方針を予定しているといわれている。
静岡県は2023年2月定例県議会において、ドーム球場に絞る方針を提案する見通しであることが分かった。